# In Concert/MTV Plugged
Pour les articles homonymes, voir In Concert.
Albums de Bruce Springsteen
Lucky Town
(1992) Greatest Hits
(1995)
In Concert/MTV Plugged est un album live de Bruce Springsteen sorti en 1993.

## Liste des pistes
1. Red Headed Woman
2. Better Days
3. Atlantic City
4. Darkness on the Edge of Town
5. Man's Job
6. Human Touch
7. Lucky Town
8. I Wish I Were Blind
9. Thunder Road
10. Light of Day
11. If I Should Fall Behind
12. Living Proof
13. My Beautiful Reward

## Musiciens
- Bruce Springsteen – chant, guitare et harmonica
- Zachary Alford – batterie
- Roy Bittan – claviers
- Shane Fontayne – guitare
- Tommy Sims – basse
- Crystal Taliefero – guitare, percussions et chœurs
- Gia Ciambotti – chœurs
- Carol Dennis – chœurs
- Cleopatra Kennedy – chœurs
- Bobby King – chœurs
- Angel Rogers – chœurs
- Patti Scialfa – guitare et chœurs sur Human Touch